# Xenopeltis
Famille
Genre
Synonymes
- Cryptophidion Wallach & Jones, 1992

Xenopeltis est un genre de serpents, le seul de la famille des Xenopeltidae.

## Répartition
Les deux espèces de ce genre se rencontrent en Asie du Sud-Est et en Asie de l'Est.

## Liste des espèces
Selon The Reptile Database (21 janvier 2014) :
- Xenopeltis hainanensis Hu & Zhao, 1972
- Xenopeltis unicolor Reinwardt, 1827

## Taxinomie
Cette espèce ainsi que le genre Xenopeltis étaient généralement attribués à Reinwardt, 1827, Pauwels, David, Chimsunchart et Thirakhupt en 2003 ont indiqué que Reinwardt n'a jamais publié sur cette espèce et que les règles de l'ICZN imposent de considérer Boie comme seul auteur valide mais comme dans son texte Boie l'attribue à Reinwardt, elle peut être indiquée comme Reinwardt in Boie, 1827.

## Publications originales
- Boie, 1827 : Bemerkungen über Merrem's Versuch eines Systems der Amphibien, 1. Lieferung: Ophidier. Isis von Oken, Jena, vol. 20, p. 508-566 (texte intégral)
- Bonaparte, 1845 : Specchio generale dei sistemi erpetologico, anfibiologico ed ittiologico. Atti Riunione degli Scienziati Italiani, vol. 6, p. 376-378.